# Insurgência no Sinai
A insurgência no Sinai é um conflito inflamado por militantes islâmicos na península do Sinai, que começou no início da crise egípcia, que viu a derrubada do ditador egípcio de longa data Hosni Mubarak na Revolução Egípcia de 2011 e a resposta do governo interino egípcio posteriormente em meados de 2011, conhecida como Operação Águia e, em seguida, Operação Sinai. A insurgência no Sinai consiste de militantes, em grande parte constituídos por beduínos locais, que exploram a situação caótica no Egito e a enfraquecida autoridade central para lançar uma série de ataques contra forças do governo no Sinai.
Em maio de 2013, na sequência de um rapto de oficiais egípcios, a violência no Sinai aumentou mais uma vez. Logo após o golpe de Estado de 2013, que resultou na destituição do presidente islamita Mohamed Morsi, "confrontos sem precedentes" tem ocorrido.  Em 2014, membros do grupo Ansar Bait al-Maqdis  reivindicaram lealdade ao Estado Islâmico do Iraque e do Levante e se declararam como a "Província do Sinai". Ataques de militantes continuam em 2015. Os oficiais de segurança afirmam que militantes baseados na Líbia estabeleceram laços com a Província de Sinai. 
As consequências sofridas pela população local como resultado da insurgência no Sinai variam de operações de militantes e o estado de insegurança às operações militares extensas e a demolição de centenas de casas e a evacuação de milhares de residentes já que tropas egípcias pressionam para construção de uma zona tampão destinada a deter o contrabando de armas e militantes de e para a Faixa de Gaza. Um relatório, compilado por uma delegação financiada pelo Estado, o Conselho Nacional para os Direitos Humanos (CNDH), afirmou que a maioria das famílias deslocadas compartilham as mesmas queixas de evidente negligência do governo, indisponibilidade de escolas próximas para seus filhos e falta de serviços de saúde. 
Administrativamente, a Península do Sinai é dividida em duas províncias: o Sinai do Sul e o Sinai do Norte. Três outras regiões abrangem o Canal de Suez, cruzando o Egito africano: a Província de Suez no extremo sul do Canal de Suez, a Província de Ismaília no centro, e Port Said no norte.